# Christopher Vogt

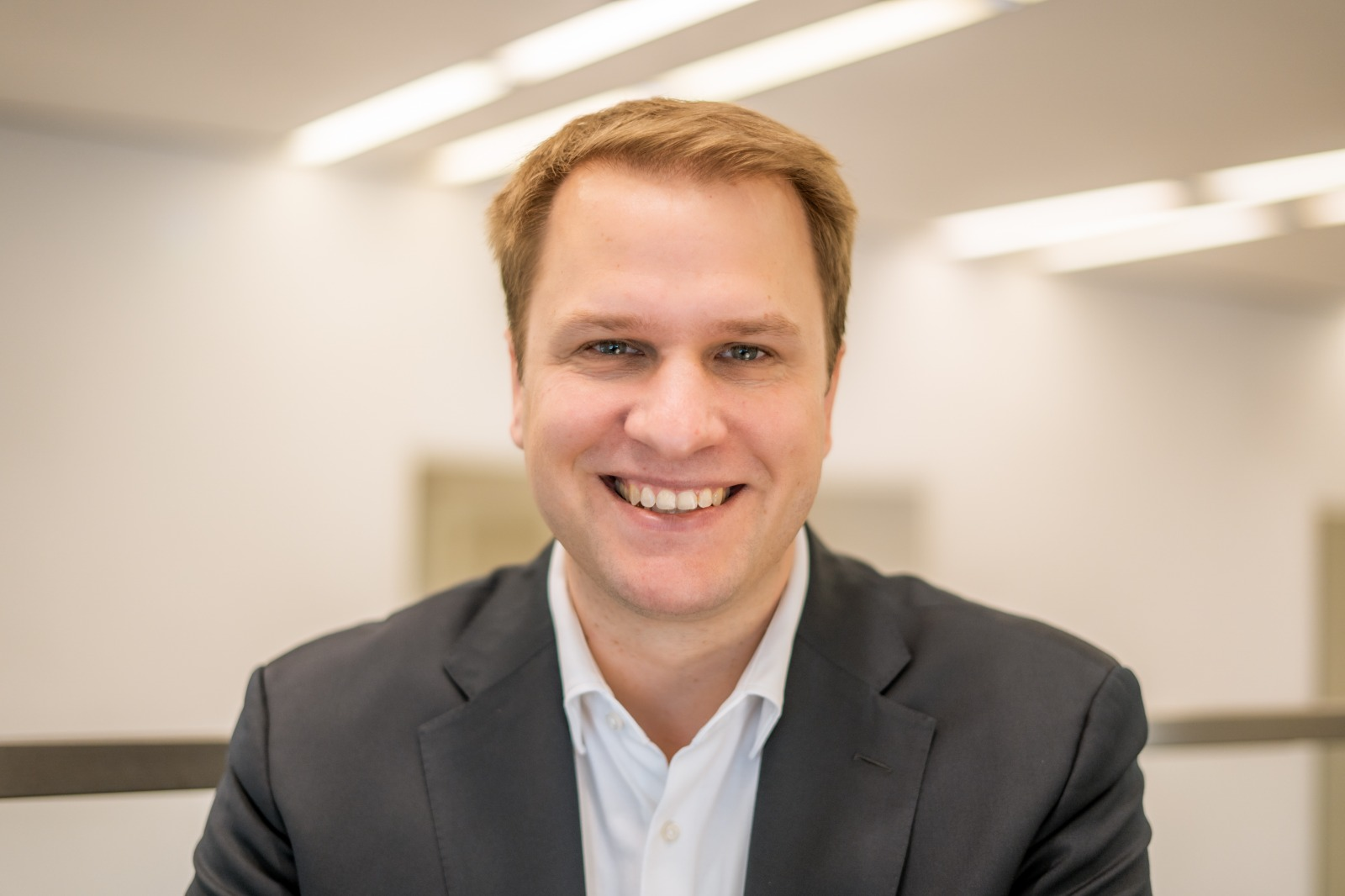
Christopher Vogt, 2023

Christopher Vogt (* 4. Januar 1984 in Bad Oldesloe) ist ein deutscher Politiker (FDP). Vogt ist seit 2009 Mitglied des Landtages von Schleswig-Holstein und seit 2017 Fraktionsvorsitzender der dortigen FDP-Fraktion. Seit 2024 ist er Vorsitzender der FDP Schleswig-Holstein.

## Leben und Beruf
Vogt besuchte die Lauenburgische Gelehrtenschule in Ratzeburg. Nach dem Abitur 2003 leistete Christopher Vogt seinen Zivildienst in Lübeck und begann 2004 ein Studium unter anderem der Politischen Wissenschaft, des Öffentlichen Rechts und der Wirtschaftswissenschaften an der Christian-Albrechts-Universität zu Kiel. Ab dem Jahr 2006 nahm Vogt ein duales Studium des Wirtschaftsingenieurwesens in Kiel auf, das er 2009 erfolgreich abschloss. Von 2008 bis 2009 war er bei einem mittelständischen Unternehmen als Projektmanager und Qualitätsmanagement-Beauftragter tätig. Vogt ist verheiratet und Vater von zwei Töchtern. Er ist evangelischer Konfession.

## Partei
Vogt trat 2001 der FDP-Jugendorganisation  Junge Liberale bei. Seit 2002 ist er auch Mitglied der FDP. Bei den Jungen Liberalen war Vogt unter anderem Vorsitzender des Verbandes im Kreis Herzogtum Lauenburg, Beisitzer im Landesvorstand und von 2005 bis 2008 Landesvorsitzender in Schleswig-Holstein und damit Mitglied im erweiterten Bundesvorstand.
Von 2003 bis 2005 gehörte er erstmals dem Kreisvorstand der FDP im Herzogtum Lauenburg an. Von 2013 bis 2017 war er Kreisvorsitzender seiner Partei im Herzogtum Lauenburg. Seit 2005 ist Vogt Mitglied des Landesvorstandes der FDP, ab 2011 als stellvertretender Landesvorsitzender. Zu den Landtagswahlen 2012, 2017 und 2022 leitete Vogt die Programmkommission seiner Partei. Im Mai 2021 wurde er in den Bundesvorstand seiner Partei gewählt. Am 16. November 2024 wurde Vogt auf dem Landesparteitag der FDP Schleswig-Holstein zum neuen Vorsitzenden des Landesverbandes gewählt.

## Kommunalpolitik
Bei den schleswig-holsteinischen Kommunalwahlen 2003 und 2008 kandidierte Vogt im Wahlkreis 18 (Nusse-Sandesneben bzw. Nusse-Sandesneben II) sowie 2013, 2018 und 2023 im Wahlkreis 17 (Sandesneben-Nusse II) für seine Partei für den Kreistag im Herzogtum Lauenburg. 2013, 2018 und 2023 kandidierte er für seine Partei auch für die Gemeindevertretung in seinem Wohnort Nusse. Seit der Kommunalwahl 2023 ist er dort Mitglied der Gemeindevertretung und zudem erster stellvertretender Bürgermeister.

## Abgeordneter
Bei der Landtagswahl 2009 kandidierte Vogt im Wahlkreis 38 (Lauenburg-Nord) und erhielt 11,2 % der Erststimmen. Er zog über den Platz 6 der Landesliste seiner Partei in den Schleswig-Holsteinischen Landtag ein. Vogt war in der 17. Wahlperiode wirtschafts-, arbeitsmarkt- und jugendpolitischer Sprecher seiner Fraktion sowie Mitglied des Wirtschaftsausschusses und des Sozialausschusses, dessen Vorsitzender er auch war.
Bei der Landtagswahl 2012 trat Vogt wie schon 2009 als FDP-Direktkandidat im Wahlkreis Lauenburg-Nord und als Spitzenkandidat der Jungen Liberalen an. Er erhielt 4,3 % der Erststimmen und zog über den Platz 5 der FDP-Landesliste wieder in den Landtag ein. Für die 18. Wahlperiode wurde Vogt zum Vorsitzenden des Wirtschaftsausschusses gewählt und fungierte als Fachsprecher seiner Fraktion für Wirtschafts-, Verkehrs-, Arbeitsmarkt-, Jugend- sowie Hochschul- und Wissenschaftspolitik sowie als stellvertretender Fraktionsvorsitzender.
Vogt war Mitglied der 16. Bundesversammlung, die am 12. Februar 2017 im Reichstagsgebäude in Berlin stattfand.
Auch bei der Landtagswahl 2017 wurde Vogt erneut über die FDP-Landesliste (diesmal auf Platz 4) in den Landtag gewählt. Im Wahlkreis Lauenburg-Nord konnte er diesmal 7,7 % der Erststimmen auf sich vereinigen. Die Fraktion wählte ihn anschließend zunächst erneut zum stellvertretenden Fraktionsvorsitzenden und dann Ende Juni 2017 zum Parlamentarischen Geschäftsführer. Vogt war zunächst Sprecher seiner Fraktion für Wirtschafts-, Verkehrs-, Arbeitsmarkt- sowie Wissenschafts- und Hochschulpolitik und Mitglied im Wirtschaftsausschuss, dessen stellvertretender Vorsitzender er auch war.
Am 14. Dezember 2017 wurde er zum Fraktionsvorsitzenden gewählt, da der bisherige Amtsinhaber Wolfgang Kubicki sein Mandat im Landtag zu Gunsten eines Bundestagsmandats aufgab. Vogt blieb für die 19. Wahlperiode auch noch Sprecher seiner Fraktion für die Wissenschafts- und Hochschulpolitik.
Vogt war Mitglied der 17. Bundesversammlung, die am 13. Februar 2022 in Berlin stattfand.
Auch bei der Landtagswahl 2022 wurde Vogt erneut über den vierten Platz der FDP-Landesliste in den Landtag gewählt. Im Wahlkreis Lauenburg-Nord erhielt er 8,6 % der Erststimmen. Er wurde von der neuen Fraktion im Amt des Fraktionsvorsitzenden bestätigt und ist zudem Sprecher seiner Fraktion für  Wissenschafts- und für Energiepolitik.

## Ehrungen
Im Jahr 2025 erhielt Christopher Vogt vom Land Schleswig-Holstein das Brandschutz-Ehrenzeichen in Silber (am Bande) für 25 Jahre aktive Dienstzeit in der Freiwilligen Feuerwehr.